# チャールズ・リンチ (治安判事)
チャールズ・リンチ（Charles Lynch、1736年 - 1796年）は、アメリカ合衆国のプランテーション経営者、政治家、軍人、判事である。アメリカ独立戦争中のバージニア州におけるロイヤリストの吊し上げの中心となった人物であり、私刑を意味する英語の「リンチ」(lynch)という言葉の語源となった。

## 若年期

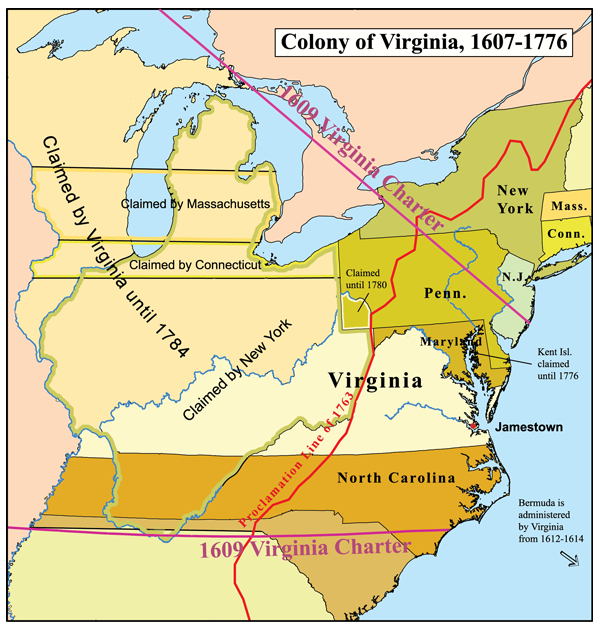
独立戦争前のバージニア植民地

リンチは1736年にバージニア植民地のジェームズ川沿いにあったチェスナットヒルと呼ばれる邸宅で生まれた。この地には後に、リンチの弟ジョン・リンチがリンチバーグという町を設立した。リンチの父チャールズ・リンチ・シニアはアイルランド出身で、1725年頃に年季奉公（当時は「償還者」という意味のリデンプショナー(redemptioner)と呼ばれていた）としてバージニア植民地に移住した。新大陸に到着後、チャールズ・シニアの契約はキャロライン郡の裕福なプランテーション経営者に売却された。チャールズ・シニアは新たな主人のもとで契約期間を満了し、その過程で自由を獲得するだけでなく、主人の娘のサラ・クラークとの結婚まで果たした。義父クラークの支援のもとで、リンチ一家はバージニア植民地で大規模なタバコの栽培を行うプランテーション経営者となり、7千エーカーを超える農地を保有した。
母サラは1750年にクエーカーに入信し、子供たちも入信させた。一家はベッドフォード郡のシダークリーク友会徒集会所に参加し、後にリンチバーグのサウスリバー友会徒集会所の設立に協力した。リンチは同じ集会所のアン・テレルと1755年1月12日に結婚した。
リンチはベッドフォード郡に「グリーンレベル」(Green Level)という名の新居を構え、ここで5人の子供を育てた。リンチはベッドフォードにおけるクエーカーの組織化とその集会所の建設のための資金調達に尽力し、この地域初の公共の礼拝施設を建設した。リンチはクエーカー集会所の書記を数年間務め、集会所管理委員も務めた。また、バージニア植民地のクエーカー総会の代議員に選出された。
タバコの栽培と牛の飼育により、リンチは裕福になり、多数の奴隷を保有した。1764年以降、他の住民がリンチにバージニア議会議員への立候補を要請するようになったが、公職就任の際の宣誓がクエーカーの教えにより禁止されていたため、当初は断っていた。

## キャリア
1767年、リンチはベッドフォード郡の治安判事に就任したが、この際に宣誓を行ったため、クエーカーから破門された。リンチは1769年から1778年までバージニア議会下院に在籍し、その後民兵大佐に就任した。1780年、リンチは他の民兵将校や治安判事とともに、バージニア南西部で起きたロイヤリストの反乱に関与したとされる容疑者たちを逮捕した。容疑者たちは非公式の簡易裁判により、鞭打ち、財産没収、忠誠の誓約の強制、徴兵などの罰が科された。これらの超法規的な行為は、1782年にバージニア議会により合法化された。
リンチは、自らが行った超法規的（後に合法化された）行為を「リンチ法」(Lynch's Law)と呼んだ。リンチはリンチ法を「実際のまたは虚偽の犯罪に対する私的な復讐や簡易で違法な懲罰」と定義し、これを人種差別とアメリカ革命への反対の両方を理由に適用した。"lynch law"（リンチ法）、"judge lynch"（リンチ判事）、"lynching"（リンチ）などの用語は、1850年までにアメリカとイギリスの辞書に標準的な単語として掲載されるようになった。なお、リンチの語源として、1811年にウィリアム・リンチという人物（チャールズ・リンチとの血縁関係はない）が、自身が署名した協定に由来するものだという説を提唱している。
独立戦争後、リンチは1784年から1789年までバージニア州上院議員を務めた。

## 晩年と死去
当時の多くのプランテーション経営者と同様、リンチも資産の大部分を不動産に投資し、現金が不足していた。晩年のリンチは、それ以前と比べると貧しい生活をし、1796年にアルタヴィスタの自宅で死去した。